# 拓跋貸
魏節帝拓跋貸（？—前175年），北魏追尊的第二位始祖。為索頭部鮮卑族領袖，在位期間不詳，北魏道武帝拓跋珪稱帝時，追諡其為節皇帝。
其事蹟不詳，僅《魏書·序記》記載其名。
清代学者王鸣盛认为，魏道武帝追尊的二十八位祖先中，除了能在晋书中有记载的，其余单名者可能都是魏道武帝编造的名字。
| 前任： 成帝拓跋毛 | 北魏追尊先祖 索頭部鮮卑首領 | 繼任： 莊帝拓跋觀 |

1. ↑  《十七史商榷·卷六十六》：北魏之兴，始自道武帝，其前追尊者凡二十八帝，其一曰成皇帝毛，其二曰节皇帝贷，其三曰庄皇帝观，其四曰明皇帝楼，其五曰安皇帝越，其六曰宣皇帝推寅，其七曰景皇帝利，其八曰元皇帝俟，其九曰和皇帝肆，其十曰定皇帝机，其十一曰僖皇帝盖，其十二曰威皇帝僧，其十三曰献皇帝隣，其十四曰隣之子圣武皇帝诘汾，其十五曰诘汾之子神元皇帝力微，其十六曰力微之子文帝沙漠汗。神元元年，岁在庚子，系魏黄初元年，即汉献帝在位之三十一年，正月，改元延康。十月，曹丕篡汉，改元。神元三十九年，告诸大人，为与晋和亲计。四十二年，遣沙漠汗如晋，是岁晋景元二年也，岁在辛巳。景元乃魏常道乡公奂年号，而史言晋者，名魏而实晋也。沙漠汗既质于晋，后归未得立，为力微所杀，其十七曰力微之子章皇帝悉鹿，其十八曰平皇帝绰，亦力微之子，其十九曰沙漠汗之子思皇帝弗，其二十曰力微之子昭皇帝禄官，其二十一曰沙漠汗之子桓帝猗，其二十二曰穆帝猗卢，亦沙漠汗之子，时国分为三，三主并立。其二十三曰弗之子平文皇帝郁律，其二十四曰猗之子惠帝贺傉，其二十五曰猗之子炀帝纥那，其二十六曰郁律之子烈皇帝翳槐，其二十七曰郁律之次子昭成皇帝什翼犍，是为高祖，改元建国元年，时始有年号，当东 晋成帝延康四年戊戌也。其二十八曰什翼犍之子献明皇帝寔，寔未立薨，后追谥太祖。道武皇帝珪，寔之遗腹子，昭成之嫡孙，以建国三十四年七月生，岁在辛未，东晋帝奕太和六年也。建元登国元年正月，即代王位。四月，改称魏王，时始改国号，岁在丙戌，东晋孝武帝太元十一年也。至东晋安帝隆安二年戊戌，珪始称帝。前虽有魏王之称，至此又特议始定。珪被弑，子嗣立，是为太宗。太宗崩，子焘立，是为世祖。世祖太延五年，当宋文帝元嘉十六年，岁在己卯，而北朝僭伪各国始尽并于魏，魏为极盛，于是始为南北朝矣。魏之初起，其来甚远，然辽邈荒忽，不可纪录，盖自神元始有甲子纪年，昭成而国势稍定，然犹兴灭无常。二十八帝谥号，皆道武所定，而二十八帝中惟猗、猗卢、郁律、翳槐、什翼犍名通于晋为可据，其余凡单名者，与猗等不同，疑皆道武时所追撰也。